# Afdelt hertug
Afdelt hertug eller afdelt herre var en med-hertug i Sønderjylland og Holsten med reducerede rettigheder. En afdelt herre var undergivet hertugdømmernes fællesregering og stændermødets beslutninger. 
Da Hans den Yngre i 1564 fik overladt dele af den kongelige del af hertugdømmerne Sønderjylland og Holsten, nægtede stænderne at hylde og anerkende hertug Hans som regerende hertug, selv om han fik sine områder overladt af kongen på samme vilkår og blev forlenet med hertugdømmerne på samme måde som de andre med-hertuger. Stænderne fastholdt modstanden gennem hele hertugens levetid. Hans den Yngre havde dermed heller ikke andel i den fælles regering. 
En afdelt herre var ligestillet med de regerende hertuger i de spørgsmål, der angik den lokale forvaltning. Men i større spørgsmål, der angik hertugdømmerne som helhed, var han undersåt. En afdelt del-hertugdømme fik hverken retten til at præge mønt (møntret) eller til at holde stående tropper. 